# Rosenow
Rosenow település Németországban, Mecklenburg-Elő-Pomeránia tartományban. Lakosainak száma 1012 fő (2023. december 31.).

## Népesség
A település népességének változása:
| Lakosok száma | 945  | 970  | 966  | 1008 | 1012 |
|               | 2017 | 2019 | 2021 | 2022 | 2023 |